# حي العطف
حي العطف حي من أحياء محافظة الظهران في المملكة العربية السعودية، ويقع في جنوب المحافظة من ناحية منطقة نجران.
يوجد فيه جامع العطف، والذي يعد من أكبر الجوامع في المحافظة. ويسكن هذا الحي بشكل أساسي قبيلة آل فيصل وقبيلة آل مانع. أما بالنسبة للمرافق العامة للحي من ناحية الملاعب والمدارس، فتعتبر قليلة.